# 馬場英夫 (陸士29期)
馬場 英夫（ばば ひでお、1896年（明治29年）6月2日 - 没年不明）は、大日本帝国陸軍軍人。最終階級は陸軍少将。功四級

## 経歴
1896年（明治29年）に香川県で生まれた。陸軍士官学校第29期、陸軍大学校第40期卒業。1938年（昭和13年）7月に第22師団参謀長に就任し、日中戦争に出動。杭州を根拠地とし、江南作戦、大湖西方作戦に参加した。1939年（昭和14年）3月に陸軍歩兵大佐に進級し、1940年（昭和15年）3月に陸軍大学校教官に転じ、1942年（昭和17年）12月に陸軍大学校幹事を歴任した。
1943年（昭和18年）3月1日に陸軍少将に進級し、5月18日に北方軍参謀副長に着任。8月25日に陸軍船舶練習部長に転じ、1945年（昭和20年）2月1日に船舶参謀長・陸軍運輸部附に就任した。終戦後の10月3日より兼中国上陸地支局長となった。
1947年（昭和22年）11月28日、公職追放仮指定を受けた。